# 범어사 목조석가여래위패
범어사 목조석가여래위패(梵魚寺 木造釋迦如來位牌)는 부산광역시 금정구 범어사에 소장되어 있는 나무로 만든 석가여래위패이다. 2003년 9월 16일 부산광역시의 문화재자료 제22호로 지정되었다.

## 개요
범어사에 소장되어 있는 나무로 만든 석가여래위패인데, 불·보살의 명칭을 적어 불단에 봉안하던 불명패(佛名牌)로 일종의 위목대(位目臺)이다.
주연(周緣)이 능화형(菱花形)으로 된 몸체 부분을 연꽃무늬 대좌에 결구한 방식과 크기 등이 범어사목조시방삼보자존패(부산광역시 문화재자료 제21호)와 거의 비슷하다.
다만 좌·우 주연에는 구름·용무늬가 조각되어 있으며, 액(額)에는 금가루로 쓴 ‘석가여래위(釋迦如來位)’라는 발원명이 있고, 대좌가 엎어놓은 연꽃무늬 10잎이 새겨져 있는 아랫받침돌과 위로 향한 연꽃무늬 10잎이 새겨져 있는 윗받침돌로 구성되어 있는 점 등에서 약간의 차이가 날 뿐이다.
범어사 목조석가여래위패는 표면 채색 안료의 쓰임과 도색(塗色)의 면밀성이 떨어지지만, 시방삼보자존패와 함께 조선후기 불교의식구의 일면을 파악할 수 있는 소중한 자료로 평가된다.

## 참고 문헌
- 범어사목조석가여래위패 - 국가유산청 국가유산포털